# Dušan Krchňák
Dušan Krchnak, né le 14 octobre 1947, est un ancien arbitre tchécoslovaque (slovaque) de football. Il est le coordinateur des arbitres slovaques.  

## Carrière
Il a officié dans une compétition majeure : 
- Coupe UEFA 1987-1988 (finale aller)